# Bolor (livro)
Bolor é um romance de Augusto Abelaira publicado em 1968.
Esta obra caracteriza-se pela indefinição quanto ao doador da narrativa, parecendo organizar-se em torno do narrador Humberto a descobrir a sua mulher misteriosa, observá-la e procurar adivinhar quem ela é.

## Personagens
- Humberto - escreve com cor de tinta azul;
- Maria dos Remédios Varela Rodrigues - escreve com tinta preta;
- Aleixo - escreve com tinta roxa;